# Liolaemus balerion
Liolaemus balerion — вид ігуаноподібних ящірок родини Liolaemidae. Ендемік Аргентини. Описаний у 2019 році.

## Поширення і екологія
Liolaemus balerion відомі з типової місцевості, розташованої в департаменті Пільканієу в провінції Ріо-Негро, на висоті 1104 м над рівнем моря.